# Belovište (Jegunovce)
Belovište (makedonsky: Беловиште) je vesnice v opštině Jegunovce v Severní Makedonii. Dříve byla součástí opštiny Vratnica.

## Demografie
Podle sčítání lidu v roce 2002 zde žije 311 obyvatel. Etnické skupiny jsou:
- Makedonci – 303
- Srbové – 7
- Albánci – 1